# شیبکوه (میناب)
شیبکوه، روستایی در دهستان درپهن بخش سندرک شهرستان میناب در استان هرمزگان ایران است.

## جمعیت
بر پایه سرشماری عمومی نفوس و مسکن در سال ۱۳۹۵، جمعیت این روستا برابر با ۵۸۰ نفر (۱۳۴ خانوار) بوده‌است.